# Issiar Dia
Issiar Dia (ur. 8 czerwca 1987 w Sèvres) – piłkarz senegalski grający na pozycji skrzydłowego. Posiada także obywatelstwo francuskie.

## Kariera klubowa
Dia urodził się we Francji w rodzinie senegalskich emigrantów. Karierę piłkarską rozpoczynał w amatorskich klubach Montrouge FC 92 oraz w AC Boulogne Billancourt, a następnie uczęszczał do szkółki piłkarskiej INF Clairefontaine. Jego pierwszym profesjonalnym klubem w karierze był Amiens SC. W 2004 roku był już w kadrze pierwszego zespołu, a 4 lutego 2005 roku zadebiutował w Ligue 2 w wygranym 2:0 domowym meczu z Montpellier HSC. W sezonie 2005/2006 był podstawowym zawodnikiem Amiens i strzelił dla tego klubu 8 bramek w lidze.
W letnim oknie transferowym 2006 roku Dia odszedł z Amiens i za 2 miliony euro odszedł do pierwszoligowego AS Nancy, prowadzonego przez urugwajskiego szkoleniowca Pablo Correę. W pierwszej lidze Francji Senegalczyk zadebiutował 10 września w zremisowanym 2:2 wyjazdowym meczu z Toulouse FC, gdy w 68. minucie zmienił Monsefa Zerkę. W zespole Nancy stał się podstawowym zawodnikiem i w 2008 roku zajął z tym klubem 4. miejsce w Ligue 1.
W 2010 roku Dia przeszedł do tureckiego Fenerbahçe SK, do którego został sprzedany za 6 milionów euro. W 2012 roku został zawodnikiem Lekhwiya SC. W sezonie 2014/2015 grał w Al-Kharitiyath SC. Sezon 2015/2016 rozpoczął od pobytu w Gazélec Ajaccio, a kończył go w Al-Kharitiyath SC. Latem 2016 wrócił do AS Nancy. W sezonie 2017/2018 grał w Yeni Malatyasporze.
| Sezon   | Klub              | Kraj    | Rozgrywki | Mecze | Bramki |
| ------- | ----------------- | ------- | --------- | ----- | ------ |
| 2004/05 | Amiens SC         | Francja | Ligue 2   | 14    | 0      |
| 2005/06 | Amiens SC         | Francja | Ligue 2   | 29    | 8      |
| 2006/07 | Amiens SC         | Francja | Ligue 2   | 2     | 0      |
| 2006/07 | AS Nancy          | Francja | Ligue 1   | 27    | 1      |
| 2007/08 | AS Nancy          | Francja | Ligue 1   | 31    | 1      |
| 2008/09 | AS Nancy          | Francja | Ligue 1   | 24    | 3      |
| 2009/10 | AS Nancy          | Francja | Ligue 1   | 33    | 8      |
| 2010/11 | Fenerbahçe SK     | Turcja  | Süper Lig | 25    | 2      |
| 2011/12 | Fenerbahçe SK     | Turcja  | Süper Lig | 16    | 3      |
| 2012/13 | Lekhwiya SC       | Katar   | Q-League  | 16    | 3      |
| 2013/14 | Lekhwiya SC       | Katar   | Q-League  | 12    | 0      |
| 2014/15 | Al-Kharitiyath SC | Katar   | Q-League  | 19    | 2      |
| 2015/16 | Gazélec Ajaccio   | Francja | Ligue 1   | 11    | 0      |
| 2015/16 | Al-Kharitiyath SC | Katar   | Q-League  | 11    | 1      |
| 2016/17 | AS Nancy          | Francja | Ligue 1   | 31    | 8      |
| 2017/18 | Yeni Malatyaspor  | Turcja  | Süper Lig | 12    | 0      |

## Kariera reprezentacyjna
Karierę reprezentacyjną Dia rozpoczął od występów w młodzieżowych reprezentacjach Francji. Zaliczył jeden mecz w kadrze U-18, 11 meczów i 2 gole w kadrze U-19 oraz 3 mecze w kadrze U-21. Wybrał jednak występy w dorosłej reprezentacji Senegalu i 8 czerwca 2008 zadebiutował w niej w zremisowanym 0:0 meczu z Gambią (wszedł na boisko w 61. minucie za Frédérika Mendy'ego), rozegranym w ramach eliminacji do Mistrzostw Świata 2010 i Pucharu Narodów Afryki 2010.